# Arthur O'Hara Wood
Arthur O'Hara Wood (Melbourne, 12 dicembre 1890 – San Quintino, 6 ottobre 1918) è stato un tennista australiano.
È fratello di Pat O'Hara Wood, vincitore degli Australasian Championships 1920.

## Carriera
Viene ricordato per la vittoria agli Australian Open nel 1914.

## Finali del Grande Slam

### Vinte (1)
| Anno | Torneo                   | Avversario in finale | Risultato          |
| 1914 | Australian Championships | Gerald Patterson     | 6-4, 6-3, 5-7, 6-1 |